# Il temerario (film 1952)
Il temerario (The Lusty Men) un film western del 1952 diretto da Nicholas Ray.
È ispirato all'articolo King of the Cowpokes di Claude Stanush, pubblicato sulla rivista Life nel 1946.

## Trama
Jeff McCloud, una gloria del rodeo rimasto ferito da un infortunio, visita la sua ex casa natale, dove incontra Wes e Louise Merritt, una giovane coppia intenzionata ad acquistarla. Wes, anch'egli nel mondo del rodeo, chiede a McCloud di aiutarlo a migliorare nella disciplina. McCloud riesce a renderlo un campione; ma il fatto crea tensioni con Louise, preoccupata per i rischi che il marito corre.
L'ascesa e la rapida gloria di Wes preoccupano sempre di più Louise, che supplica Jeff di incitarlo a smettere. È allora che egli dichiara che la sua unica motivazione per insegnare a Wes la sua arte era di starle vicino, poiché innamoratosi di lei. Louise, però, lo respinge.
McCloud acconsente alla richiesta di Louise e la porta a una festa, che provoca una discussione con Wes che degenera in una rissa, in cui Jeff mette fuori combattimento il giovane. Successivamente, nonostante non si alleni da tempo, McCloud decide di ritornare a competere nei rodei. All'inizio tutto procede bene, ma alla fine di una esibizione su un cavallo, cade; un piede gli rimane però incastrato in una staffa, venendo trascinato con la grande potenza dell'animale lungo tutta la pista.
L'incidente provoca la morte di Jeff e la consapevolezza di Wes, che decide di smettere con il rodeo per realizzare il suo primo progetto, prendere una fattoria e vivere lì in pace con sua moglie.

## Produzione
Nel 1950 furono indicati il nome di Robert Parrish per la regia e quello dell'attore George Montgomery per uno dei due principali ruoli maschili. Per documentarsi esaurientemente, lo sceneggiatore Horace McCoy frequentò l'ambiente del rodeo per cinque mesi. Scontento della sceneggiatura, Parrish abbandonò il progetto e, dopo la sua diserzione, il produttore Jerry Wald prese in considerazione l'idea di affidarne la regia a John Huston, a Raoul Walsh oppure ad Anthony Mann. Nell'agosto del 1951 fu invece annunciato che il regista del film sarebbe stato Nicholas Ray e che la parte del protagonista sarebbe stata affidata a Robert Mitchum. Per il principale ruolo femminile la RKO si fece prestare l'attrice Susan Hayward dalla 20th Century Fox. Le riprese iniziarono prima che la sceneggiatura fosse completata. Robert Parrish rientrò in scena per girare alcune sequenze in pochi giorni quando Nicholas Ray rimase infortunato durante le riprese.